# Ключи от города
«Ключи от города» (латыш. Pilsētas atslēgas) — советский фильм 1973 года, снятый на Рижской киностудии режиссёром Имантсом Кренбергсом.

## Сюжет
Главная героиня — Аустра Калниня, женщина средних лет — назначается в небольшой городок председателем исполнительного комитета. Одна из главных её задач — разработать генеральный план застройки города. Первые месяцы работы проходят в борьбе с незаинтересованностью и инертностью некоторых местных руководителей. К рабочим проблемам добавляются напряжённые отношения с дочерью и неожиданная поздняя любовь.

## В ролях
- Дина Купле — Аустра Калниня
- Гунта Виркава — Дайна Калниня
- Эдуардс Павулс — Юрис Андумс
- Александр Майзукс — Бергманис
- Янис Кубилис — Мелдерис
- Юрис Леяскалнс — Пушпурс
- Дина Квелде — Пушпуре
- Имантс Адерманис — Грава
- Янис Паукштелло — Райбайс
- Леонидс Грабовскис — Гарайс
- Луция Баумане — Калниниене
- Янис Грантиньш — эпизод
- Арнольд Лининьш — эпизод
- Айварс Богданович — эпизод
- Майя Эглите — эпизод